# 6981 Chirman
6981 Chirman este un asteroid din centura principală de asteroizi.

## Descriere
6981 Chirman este un asteroid din centura principală de asteroizi. A fost descoperit pe 15 octombrie 1993 la Bassano Bresciano de Observatorul din Bassano Bresciano. Asteroidul prezintă o orbită caracterizată de o semiaxă mare de 2,67 ua, o excentricitate de 0,16 și o înclinație de 13,3° în raport cu ecliptica.